# 孝
孝、孝道或孝悌在儒家、中國佛教和道教的倫理觀念中，是尊重父母、長輩和祖先的美德。 《孝經》在（中國）歷史上一直是儒家「孝道」概念的權威來源；這本書據稱是儒家重要創始人孔子和他的學生曾子之間的對話，講述瞭如何利用孝道的原則建立一個理想的社會。孝道是儒家人群倫理的核心概念之一。
對該概念的常見理解有：對父母好、照顧父母；以良好的品行，不僅對父母，而且在家庭之外，為父母和祖先帶來正面名聲；對父母與長輩表達愛意、尊重和支持；對父母與長輩表現出符合社會規範的禮儀；確保男性繼承人；維護兄弟之間的兄弟情誼；明智地向父母提出建議，包括勸阻他們遠離道德上的不義；對父母的疾病和死亡表示悲傷，並在他們死後埋葬其遺體等，並進行祭祀。
孝道在中國和其他東亞文化中被認為是一種重要的美德之一，也是許多故事的主要主題。此類故事最著名的合集之一是《二十四孝》；這些故事描寫了一些人物實踐孝道的過程樣貌。中國歷來有多種宗教信仰，但孝道幾乎為不同信仰所共同擁戴。歷史學家 Hugh D.R.貝克稱尊重家庭是大多中國文化的共同要素。

## 釋義
孝的一般表現為孝順、孝敬、孝養、孝承等。孝指為了回報父母的养育，而對父母的肯定，從而尊重父母的指令，基本上不違背父母的意愿行事。但若父母行為有所偏差時，就應規勸，不可盲從父母的命令，以免陷父母於不義。
儒家《孝經》開宗明義章曰：「身體髮膚，受之父母，不敢毀傷，孝之始也；立身行道，揚名於后世，以顯父母，孝之終也。」，由此可見中華文化孝的觀念不止於孝敬父母而已，孝敬是孝道的開始。《孝经·諫諍章第十五》:“當不義，則子不可以不爭於父，臣不可以不爭於君。故當不義則爭之，從父之令，又焉得為孝乎？”。《廣至德章·第十三》：“教以孝，所以敬天下之為人父者也；教以悌，所以敬天下之為人兄者也；教以臣，所以敬天下之為人君者也。”
《论语》中，子夏向孔子请问什么是孝。孔子说：晚辈常保恭敬和悦的神色是最难做到的。“孝”字在《论语》中，一共见于14章。其中为孔子所言，且与孝的定义有关者，共有5章。
道家《莊子·天運》孝的觀念：“以敬孝易，以愛孝難；以愛孝易，以忘親難；忘親易，使親忘我難；使親忘我易，兼忘天下難；兼忘天下易，使天下兼忘我難。”老子在《道德经》提到：“六亲不和有孝慈”，“绝仁弃义，民复孝慈”。
印度及其他亚洲地区也有类似的伦理概念，另外孝敬还可以推广为一般对年长的人的尊敬和和顺，比如对媳妇对公婆，对长辈亲戚（比如姑、伯、舅、姨等）等。

## 不孝有三，無后為大

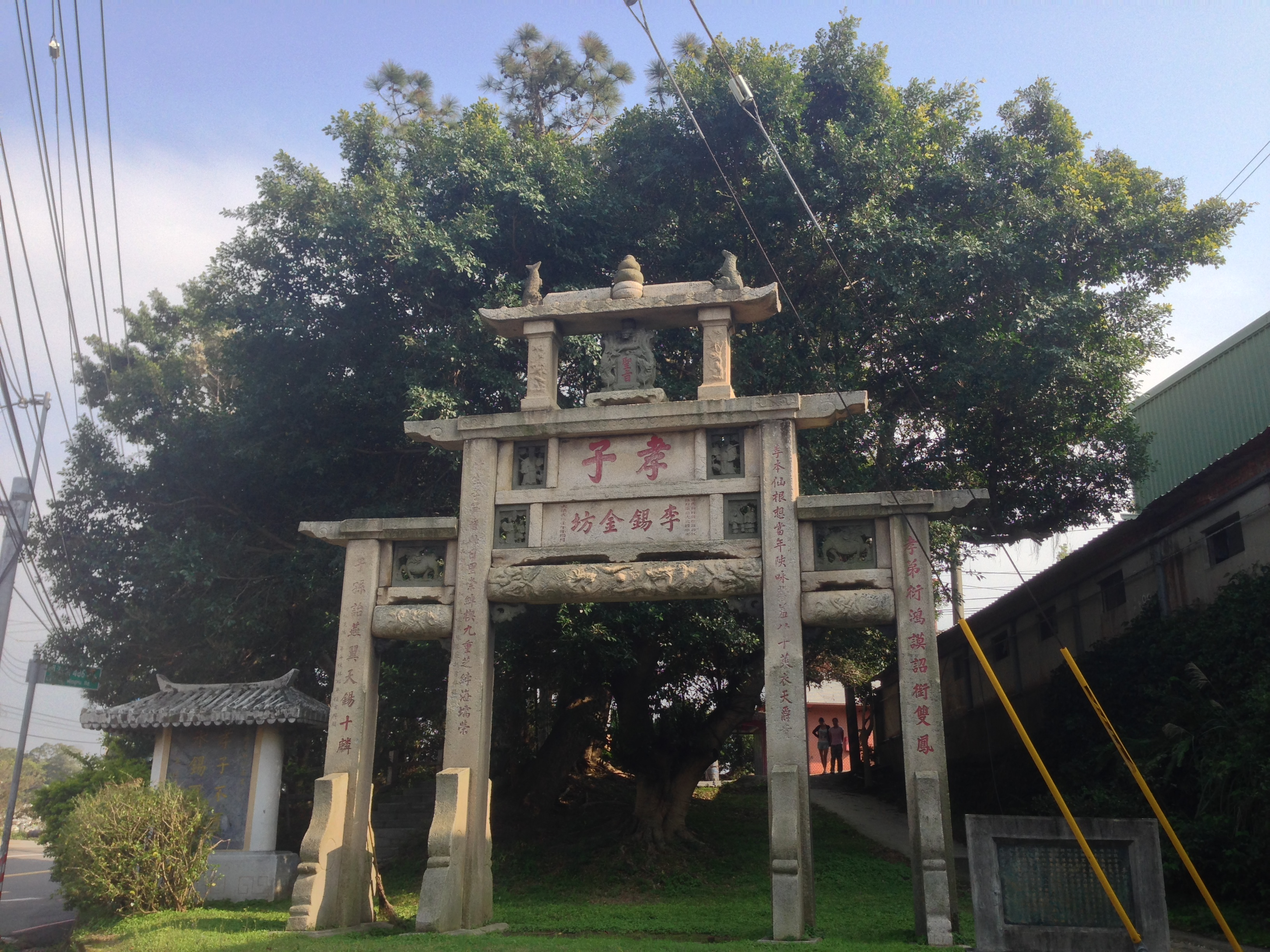
李錫金孝子坊

不孝有三，无后为大，舜不告而娶，为无后也，君子以为犹告也。

 — 孟子
， 孟子·离娄 上
于礼有不孝者三者，谓
阿意曲从，陷亲不义，一不孝也；
家贫亲老，不为禄仕，二不孝也；
不娶无子，绝先祖祀，三不孝也。

 — 赵歧
， 十三经注

## 孝道与政治利用
“孝”是儒学伦理道德的核心内容之一。孔孟时期，出现了假托孔子之言，阐发儒家孝道观的经典著作《孝經》。历代儒学之士都大力宣扬孝道，帝王也利用孝道来为自己的统治服务，常宣称「以孝治天下」。“孝”被古代帝王利用来为他们的统治服务。这样，“孝”就由道德范畴扩展到了政治范畴。《孝经》开篇即有：“夫孝，始于事亲，中于事君，终于立身。《大雅》云：‘无念尔祖，聿修厥德。’”，阐明了通过“事君”而达到“立身”的孝道，才是宣扬孝道的真正目的。《大学》的“八目”即格物、致知、诚意、正心、修身、齐家、治国、平天下。《大学》载：“身修而后家齐，家齐而后国治，国治而后天下平……所谓治国必先齐其家，其家不可教而能教人者，无之。故君子不出家而成教于国；孝者，所以事君也，……”统治者利用孝道来教化百姓，就是修其身的过程。向广大民众宣扬孝行，就是希望以此影响人们，以齐其家。而这两项措施最终都是为了达到治国平天下的目的。
元代典籍《二十四孝》的故事大都取材于西汉经学家刘向编辑的《孝子传》，也有一些故事取材《艺文类聚》、《太平御览》等书籍，但不少是泯灭人性，不盡情理的愚孝，且含有大量迷信色彩和佛教因果论的思想。漢朝以後開始強調“忠臣必於孝子之门”。梁元帝有《上忠臣传表》：“资父事君，实曰严敬，求忠出孝，义兼臣子。”梁元帝也寫過《孝德传》。唐代贺知章也依此例撰寫過《孝德传》，他提到過沈景筠一代孝子，“事亲至孝，其母畏雷，每潮雨至，则焚香拜祝，真诚格天，迅雷不作。”後來他的母親去世後，每雷发，则奔墓前号哭云：“景筠在此”。

## 莊子論孝
莊子天運分六層。
以敬孝易，以愛孝難；以愛孝易，以忘親難；忘親易，使親忘我難；使親忘我易，兼忘天下難；兼忘天下易，使天下兼忘我難。

## 參看
- 義：戲劇（如家庭倫理劇）的元素，例如孝義兩難存、人生交叉路。

- 儒家思想